# The Dome at America's Center
Pour les articles homonymes, voir Edward Jones et Jones.
Le Dome at America's Center (auparavant TWA Dome, Edward Jones Dome at America's Center et Russell Athletic Field) est un stade de football américain situé à Saint-Louis, dans le Missouri. 
Entre 1995 et 2015, les Rams de Saint-Louis, une équipe de football américain évoluant en NFL y sont locataires. Ils sont retournés à Los Angeles ensuite, redevenant les Rams de Los Angeles. Il a été construit en grande partie pour attirer une nouvelle équipe NFL à Saint Louis, et pour servir de centre de convention. The Dome at America's Center se compose de 66 053 sièges fixes et sa capacité est de 67 000 places pour le football américain puis de 40 000 pour le basket-ball. Le stade possède 122 suites de luxe, 6 537 sièges de club et est entouré d'un parking pouvant contenir 900 places.

## Histoire
C'est le terrain de jeu des Rams de Saint-Louis de 1995 à 2015, le dôme est un édifice massif qui est l'organisateur de beaucoup d'événements, y compris le football américain. Avant de se déplacer à Saint Louis, les Rams ont joué au Angel Stadium of Anaheim, un stade multisports, qui était également celui des Angels de Los Angeles d'Anaheim de la MLB. De 1960 à 1987, Saint Louis a eu une équipe NFL, les St. Louis Cardinals qui ont joué au Busch Memorial Stadium. Cependant, cette équipe s'est déplacée en Arizona, au Sun Devil Stadium après la saison 1987. Espérant voir débarquer une équipe NFL par la relocalisation ou l'expansion, la ville a décidé de construire un nouveau stade couvert au début des années 1990. Pendant ce même temps, les Rams recherchaient un nouveau stade. Après que les tentatives d'obtenir un nouveau stade eurent échoué à Anaheim, l'équipe a décidé de se déplacer à Saint-Louis après la saison NFL 1994. Cependant, le nouveau stade n'était pas encore terminé. Pendant les premières semaines de la saison NFL 1995, les Rams de Saint-Louis ont joué au Busch Memorial Stadium.
Le premier match des Rams de Saint-Louis au Edward Jones Dome était le 12 novembre 1995. Son coût de construction est évalué à $280 millions USD, il appartient à St. Louis Regional Sports Authority et a été conçu par la firme architectural HOK Sport. Plus de 66 000 sièges répartis dans trois rangées entoure le terrain. Le dôme a 6 537 sièges de club et 122 suites de luxe. L'extérieur du stade se compose de brique et de verre. Les spectateurs entrent dans le stade par un des quatre points d'entrée situé dans chaque coin du bâtiment. Un ring of fame est situé à l'intérieur du stade contenant les numéros retirés du Rams Hall of Famers. Le stade a changé de noms plusieurs fois, du TWA Dome au Dome at America's Center, en son nom actuel, Edward Jones Dome. Le stade fut inauguré sous le nom de TWA Dome, qu'il garda jusqu'en 2001 quand Trans World Airlines fusionna avec la compagnie American Airlines. C'est le 25 janvier 2002, que Edward Jones Investments racheta les droits d'appellation de l'édifice en donnant $2,65 millions USD par an sur 12 ans. Le stade est une partie de l'expansion du America's Center convention complex. Le stade peut être transformé en centre de convention très rapidement. Le système "Magic Turf" permet au gazon du terrain d'être enroulé en une heure. L'éclairage du stade peut également être abaissé. Après la saison NFL 2004, en mai 2005, les Rams de Saint-Louis ont installé une surface Fieldturf afin de remplacer l'AstroTurf utilisé depuis 1995, ils ont aussi remplacé les anciens écrans vidéos/tableaux des scores avec des nouveaux écrans Sony High Definition.
Le 27 janvier 1999, le Edward Jones Dome est devenu l'emplacement du plus grand rassemblement dans un stade couvert de l'histoire des États-Unis, quand le pape Jean-Paul II y tenu une messe. Plus de 104 000 personnes y étaient présentent.
En avril 2005, le dôme a accueilli le Final Four basket-ball NCAA qui a attiré 54 000 fans à Saint-Louis et a créé un impact économique de $71,9 millions USD.
Le 11 décembre 2006, le stade fut renommé Russell Athletic Field pour le Monday Night Football qui opposait les Rams à Chicago Bears. Le renommage était seulement pour une nuit et le lendemain le stade reprenait le nom de Edward Jones Dome.

## Événements
- Messe de Jean-Paul II, 27 janvier 1999
- Big 12 Conference football conference championship games, 1996 et 1998
- Final Four basket-ball NCAA, 2-4 avril 2005
- St. Louis Regional NCAA Men's Division I Basketball Tournament, 2007
- Women's Final Four basket-ball NCAA, 2009
- WCW Slamboree, 9 mai 1999
- InterVarsity Christian Fellowship Urbana conférence de mission, depuis 2006 (tous les 3 ans)
- Finale de l'United Football League (UFL), 16 juin 2024

## Galerie

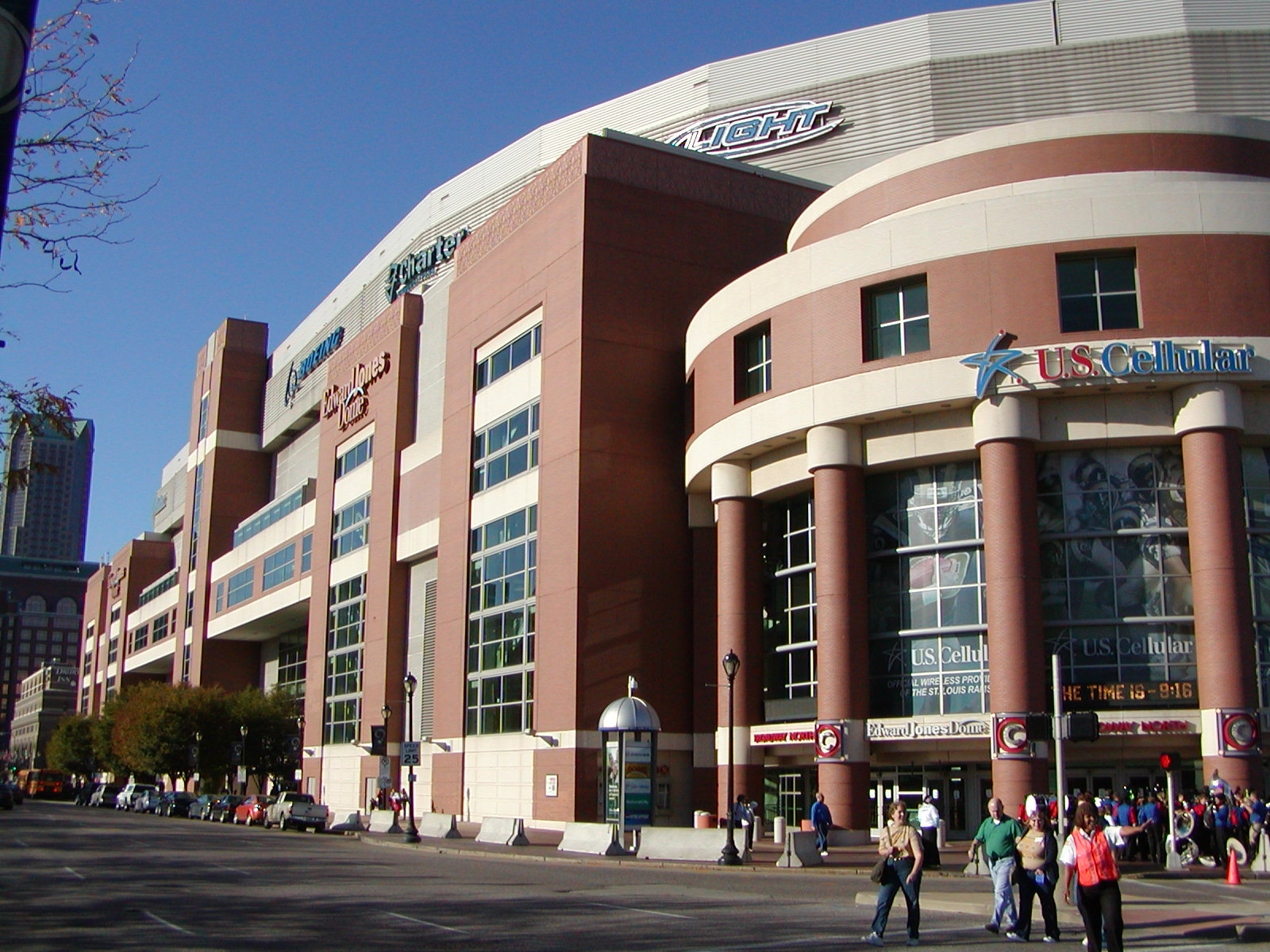
Vue extérieure
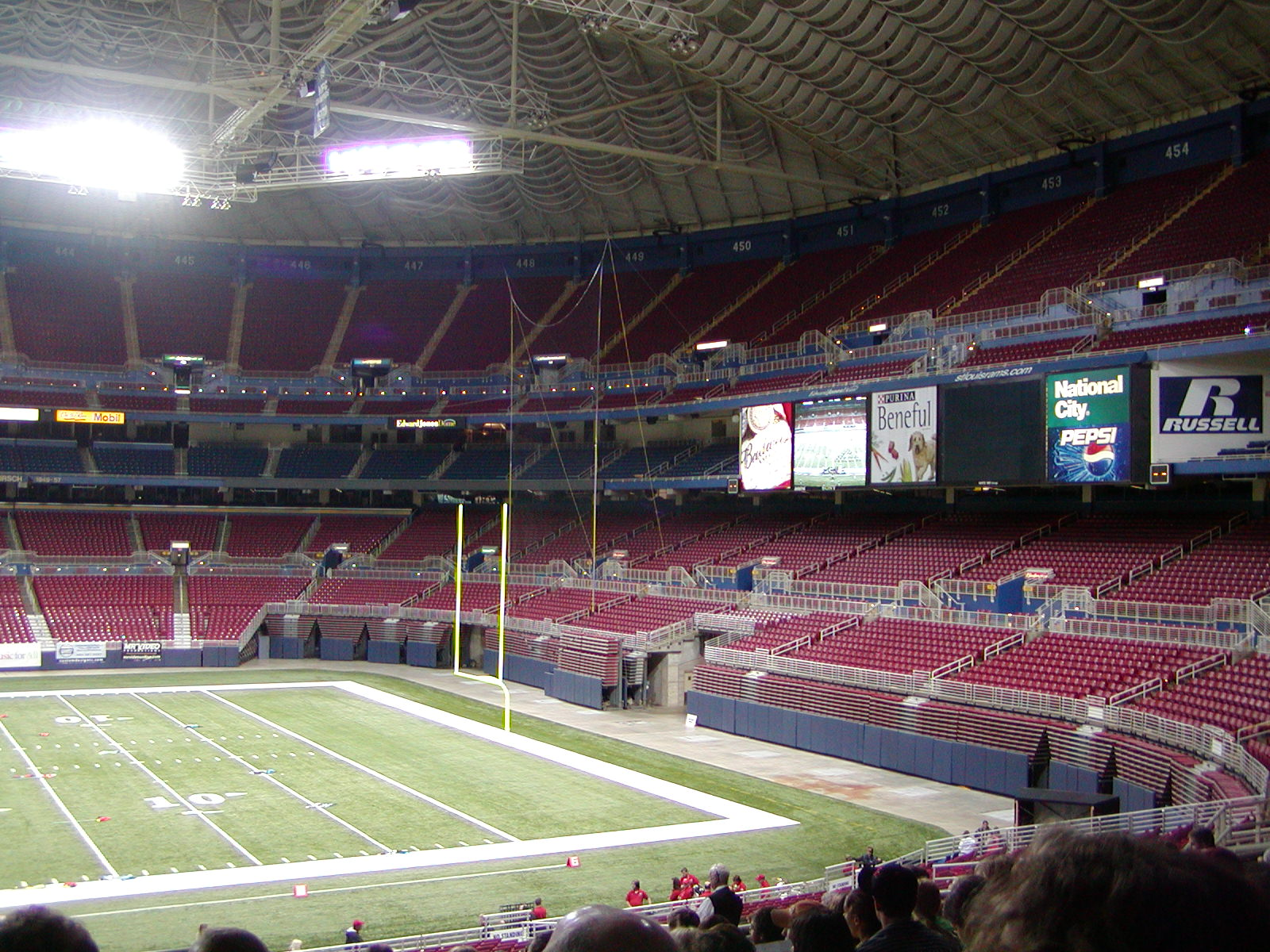
Vue intérieure
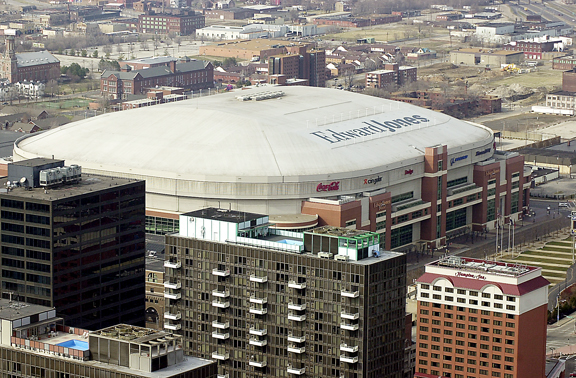
Vue aérienne (2003)
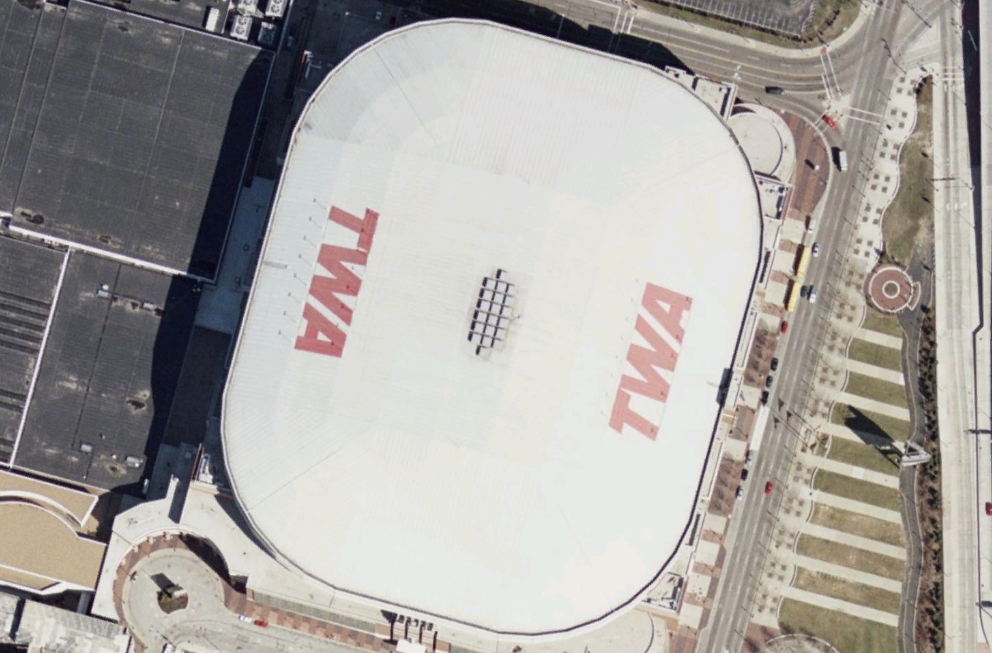
Image satellite (2001)